# Die Transzendenz des Ego
Die Transzendenz des Ego. Skizze einer phänomenologischen Beschreibung (französisch La Transcendance de l’Ego. Esquisse d'une description phénoménologique) ist das erste bedeutende philosophische Werk Jean-Paul Sartres. Es befasst sich mit wesentlichen phänomenologischen und ontologischen Aspekten einer Philosophie des Geistes. Seine erste These ist, dass das Ego (französisch moi) kein „Bewohner“ des Bewusstseins sei, weshalb Sartre es transzendent (jenseits des Bewusstseins liegend) nennt. Es bilde nicht die Basis, Quelle, Bedingung oder gar Substanz des Bewusstseins, sondern sei, wie das Ego aller, auch „anderer“ Menschen, lediglich ein Gegenstand des intentionalen Aktes des unpersönlichen thetischen (Gegenstände konstituierenden) Bewusstseins.
Die zweite, mit der ersten verbundene These Sartres besagt, dass das ursprüngliche prä-reflexive positionale (Objekte setzende) Bewusstsein transzendental sei und als solches absolut und sich selbst transparent. Als eine unpersönliche und präpersonale Form von Spontaneität sei das Bewusstsein nichts anderes als reine Intentionalität, reine Aktivität, freies Sein. Das als Ursprung der Setzung von Moi und Welt betrachtete Ich (französisch je) ist in Sartres Analyse lediglich eine imaginäre Projektion der Reflexion des Bewusstseins auf sich selbst.
Sartre entwickelt somit, anders als der späte Husserl und viele andere Philosophen und Psychologen, vom Bewusstsein ausgehend keine Theorie eines Subjekts, das innerhalb, hinter oder unter dem Bewusstsein läge und die Quelle oder eine notwendige Bedingung des Bewusstseins wäre, sondern eine Theorie des einen reinen Bewusstseins. Es gibt nur ein Ich für das Bewusstsein. Das Bewusstsein per se ist immer „außer sich“.

## Titel
Der Titel kann als ambivalent interpretiert werden, einmal als Beschreibung des transzendenten Ego und zum anderen als Aufforderung, über die geläufige Vorstellung des Ichs hinauszugehen, das Ich zu transzendieren.

## Entstehung
Ein Teil der Schrift wurde 1934 während seines Aufenthaltes in Berlin verfasst, wo Sartre Husserls Phänomenologie studierte. 1936 wurde die Schrift in der Zeitschrift Les Recherches philosophiques (deutsch: Philosophische Forschungen), VI, 1936–37 veröffentlicht. Mit seiner Monografie setzt sich Sartre mit einer inneren Problematik der phänomenologischen Schule auseinander. In den Kriegstagebüchern schrieb Sartre, dass er Husserls Philosophie zunächst zu Ende denken musste, bevor er zu Heidegger weitergehen konnte. Der Aufsatz stellt den Übergang Sartres von Husserls später Phänomenologie, einem transzendentalen Idealismus, zur Existenzphilosophie von Das Sein und das Nichts 1943 dar.

## Methode
Die Methode, die der Untertitel benennt, „Skizze einer phänomenologischen Beschreibung“ ist deskriptiv. Es handelt sich darum, eine Erfahrung des Denkens wiederzugeben, deren Ausgang von Intentionalität geprägt ist.

## Aufbau
Im ersten Teil stellt Sartre dar, dass das Ego-Ich aus zwei unterschiedlichen Komponenten besteht, dem spontanen Je-Ich und dem objektiven Moi-Ich. Im zweiten Teil untersucht Sartre, wie das Ego sich konstituiert. Nachdem er das Problem deutlich gemacht hat, legt er dessen Entstehungsgeschichte dar.
I. Das Je und das Moi
- A) Theorie der formalen Präsenz des Je
- B) das Cogito als reflexives Bewusstsein
- C) Theorie der materiellen Präsenz des Moi

II. Die Konstitution des Ego-Ichs
- A) Die Bewusstseinszustände als transzendentale Bewusstseins-Einheiten
- B) Konstitution der Handlungen
- C) Die Qualitäten als mögliche Einheiten der Zustände
- D) Konstitution des Ego-Ichs als Pol der Handlungen, der Zustände und der Qualitäten
- E) Das Je-Ich und das Bewusstsein im Cogito

Schlussfolgerung

## Ausgangspunkt in der Philosophie Kants
Ausgangspunkt Sartres ist der berühmte Satz Kants: „Das 'Ich denke' muss alle unsere Vorstellungen begleiten können“ Sartre fragt sich, ob das Je-Ich immer notwendigerweise alle unsere Vorstellungen begleitet. Die Antwort fällt negativ aus und dies hat Kant, so Sartre, auch gemeint, weil er die Formulierung „muss…können“ wählte. Es gibt in diesem Verständnis also auch Vorstellungen ohne das Je-Ich, zu denen das Je-Ich hinzutreten kann. Das Ich-Denken-Können ist eine Möglichkeitsbedingung, aber kein Faktum. Das Ich wird durch die synthetische Einheit unseres Bewusstseins ermöglicht, es ist nicht der Vereiniger des Bewusstseins und seiner Vorstellungen. Die Vorstellungen meines Bewusstseins sind nicht dadurch zusammen bewusst, dass sie meine sind, sondern die Vorstellung von mir ist eine von ihnen. Das Bewusstsein konstituiert das Ich, nicht umgekehrt. Husserl zeigt in seinen Beschreibungen, 
wie das transzendentale Bewusstsein die Welt konstituiert, indem es sich im empirischen Bewusstsein gefangenhält. Unser ... ICH ist ein transzendentes (vom Bewusstsein intendiertes, Anm. d. Verf.) Objekt. (S. 43)
Das transzendentale Feld ist also präpersonell, ohne Je-Ich.
Sartre wählt an einer späteren Stelle (S. 49) als Beispiel die Lektüre. Wenn das Buch gut ist, nimmt es die Aufmerksamkeit des Lesers gefangen und er vergisst sich, es gibt kein Je-Ich mehr, er wendet die Seiten um, ohne sich zu sagen „Ich blättere die Seiten um“. Man muss also zwei Zustände unterscheiden: „Ich weiß, dass ich jetzt dieses mache und danach jenes mache“ und „Es gibt Bewusstsein, dieses und danach jenes zu machen“. Man muss also feststellen, dass es Fälle von Bewusstsein ohne das Je-Ich gibt. Diese Tatsache zeigt für Sartre an, dass es einen Bereich des unpersönlichen Bewusstseins gibt.
Für Kant ist das Je-Ich eine Bedingung der Möglichkeit der Erfahrung. Es ist für Kant transzendent, den Dingen überlegen, und transzendental, unabhängig von der Erfahrung und sie überschreitend. Man muss dieses also vom empirischen MOI-Ich unterscheiden, also von dem Ich, das ich in der Erfahrung vorfinde.
Auf dieser Grundlage muss man das transzendentale vom empirischen Bewusstsein unterscheiden. Die Beziehung ist nur eine Bedingung der Möglichkeit, nicht der Notwendigkeit. „Das transzendentale Bewusstsein ist nur die Gesamtheit der notwendigen Bedingungen eines empirischen Bewusstseins“.
Hiervon ausgehend ist es sinnlos, sich zu fragen, was ein transzendentales Bewusstsein sein kann, da es sich nicht auf der Ebene von Erfahrungen bildet, sondern aller Erfahrung als Bedingung der Möglichkeit vorausgeht.

## Eine Phänomenologie des Ego
Mit Husserl und der Phänomenologie wird das transzendentale Bewusstsein „eingeklammert“, es ist keine Gesamtheit von Bedingungen, sondern eine „absolute Tatsache“ (S. 42). Das transzendentale Bewusstsein kann also auch absolutes Bewusstsein genannt werden. Seine Absolutheit erklärt sich daraus, dass es reines Bewusstsein von sich selbst ist. In diesem Sinne muss auch verstanden werden, dass es Intentionalität ist. Dieses Gesetz des Bewusstseins bedeutet nichts anderes, als dass Bewusstsein dadurch bestimmt ist, dass es immer Bewusstsein von etwas ist, wie Husserl von Brentano gelernt hatte. Sartre versteht Intentionalität aus der Tatsache, dass:

„[…] die Weise der Existenz des Bewusstseins darin besteht, Bewusstsein seiner selbst zu sein. Es wird Bewusstsein seiner selbst in dem Maße als es Bewusstsein eines transzendenten Objekts ist. Alles ist innerhalb des Bewusstseins klar und durchsichtig innerhalb des Bewusstseins: Das Objekt steht ihm mit seiner charakteristischen Dunkelheit und Undurchdringlichkeit gegenüber. Es selbst ist jedoch reines und einfaches Bewusstsein des Bewusstseins des Objekts. Das ist das Gesetz seiner Existenz.“

Diese Minimaldefinition des Bewusstseins findet sich in Sartres Werk „Das Sein und das Nichts“.
In vielen Abschnitten spricht Sartre vom Bewusstsein, ohne klarzustellen, um welches es sich handelt. Dabei geht es ihm meist um das transzendentale oder absolute Bewusstsein, aber es gibt sechs Formen und daher auch sechs verschiedene Definitionen des Bewusstseins; transzendentales, empirisches, reflexives, unreflektiertes und reflektiertes und schließlich reflektierendes Bewusstsein.
Hinsichtlich Kant wird die Perspektive verändert. Durch die Intentionalität, die in einem Sich-Beziehen auf etwas ihr Anderes besteht, wird das Bewusstsein mit dem Gegenstandsbezug zu einem einheitlichen Bewusstsein. Indem es aus sich selbst heraustritt, vereinigt es sich in Richtung auf ein Objekt und in der Zeit. Bei diesem phänomenologischen Verständnis des Bewusstseins handelt es sich nicht mehr um das transzendentale Ich Kants, sondern um das Husserlsche, das vereinigt und zugleich individualisiert. Das Je-Ich wird also völlig nutzlos und überflüssig. Es kündigt nur den „Tod“ des Bewusstseins an.
Ein Unterschied zwischen Sartre und Husserls besteht hier darin, dass Husserls Position nicht einheitlich und konsistent ist.
Zunächst hat er in den Logischen Untersuchungen das Ich als ein synthetisches und transzendentales Produkt des Bewusstseins betrachtet, mithin als Objekt des Bewusstseins. In der Folge ging Husserl jedoch einen Schritt zurück und machte das transzendentale Je-Ich wieder zur Basis des Bewusstseins, das dieses hervorbringt und besitzt, anstatt nur ein Bewohner des Bewusstseins zu sein, wie Sartre sagt.
Die folgenden Passagen belegen dies:

„Außerdem muss ich anerkennen, um die Wahrheit zu sagen, dass ich dieses ursprüngliche Ich überhaupt nicht als Zentrum der notwendigen Referenz aufdecken kann.“

Zum Vergleich:

„Die objektive Welt, die für mich existiert, die für mich existierte und existieren wird, diese objektive Welt mit all ihren Gegenständen setzt in mir selbst, wie ich weiter oben gesagt habe, den ganzen Sinn und den ganzen existenziellen Wert, den sie für mich hat. Sie setzt sie in mein transzendentales Ich, das allein die phänomenologische Epoche enthüllt.“

Das Problem Sartres ist die Vereinigung der Vorstellung des Ichs als Bewohners mit der ersten Definition des Bewusstseins. Er lehnt dies ab, da so das Bewusstsein als solches bedroht wäre. Die Intentionalität macht das Bewusstsein zu einem nichtsubstantiellen Absoluten, reine Spontaneität. Das Moi-Ich ist dagegen opak, es zerstört die Klarheit des Bewusstseins. Das transzendentale Ich ist der Tod des Bewusstseins. Es einzuführen, macht das Bewusstsein zur solipsistischen Monade.

## Kritik des Begriffs des Unbewussten
Sartre bezieht sich nicht direkt auf Freud, sondern eher auf die französischen Moralisten, besonders La Rochefoucauld und seine Theorie der Eigenliebe, die Sehnsucht nach sich selbst als geheime Triebkraft aller unserer Handlungen. „Nach Meinung der Moralisten ist die Selbstliebe und damit auch das Selbst in allen Gefühlen unter tausend Formen versteckt. Ganz allgemein will dieses Ich in der Funktion dieser Selbstliebe, die es trägt, für sich selbst alle Dinge. Die Struktur aller meiner Handlungen ist dieser Selbstbezug, Die Rückkehr zu mir selbst wäre der konstituierende Akt des Bewusstseins“.
- Sartre schreibt La Rochefoucauld die Erfindung des Unbewussten zu, ohne dass dieser den Begriff erfunden hätte.
- Sartre sieht bei den Psychologen den Fehler, die reflexiven Akte mit den irreflexiven zu verwechseln.
- In einem Beispiel macht Sartre den Unterschied deutlich: Jemand kommt einem Freund zu Hilfe. Für sein Bewusstsein existiert in diesem Moment nur eine Sache: Freund-Hilfe-bringen.
- Die Theoretiker der Eigenliebe sehen diesen ersten Moment des Begehrens nicht als vollständig und autonom an, sondern imaginieren sich einen unglücklichen Zustand, den ich durch den Akt des Helfens beenden möchte. Diese Verbindung setzt aber eine Reflexion voraus. (S. 40)
- Die Theoretiker der Eigensucht setzen als die Reflexion als primäres und im Unbewussten verstecktes Element voraus, was aber der Vorstellung des Unbewussten gerade widerstreitet.
- Sartre folgert daraus, dass das irreflexive Bewusstsein als autonom betrachtet werden muss. Die Reflexion „vergiftet“ das Begehren. Bevor sie vergiftet werden, sind sie rein.

Die Analyse der psychologischen Theorie eines innerweltlichen Bewusstseins führt zum selben Ergebnis wie die phänomenologische Analyse: Das Ich ist nicht in den irreflexiven Zuständen des Bewusstseins und auch nicht hinter ihnen. Das Ich entsteht nur mit dem reflexiven Akt als noematisches Korrelat einer reflexiven Intention.